# Parvati Patil
Parvati Patil este un personaj fictiv din seria Harry Potter de J.K. Rowling interpretata de actrita Shefali Chowdhury.

## Descriere
Parvati Patil este o asiatica cu par negru, ochi caprui si nu prea inalta.
Este sora mai mare a lui Padma Patil si cea mai buna prietena a lui Lavender Brown. Este innebunita de Previziuni despre Viitor (inainte sa devina profesor centaurul Firenze) si crede orice vorba scoasa de Sybill Trelawney. Era o foarte buna prietena cu Hermione, inainte ca aceasta sa renunte la Previziuni despre Viitor si sa o faca pe profesoara Sybill Trelawney in fel si chip.